# Драмйин

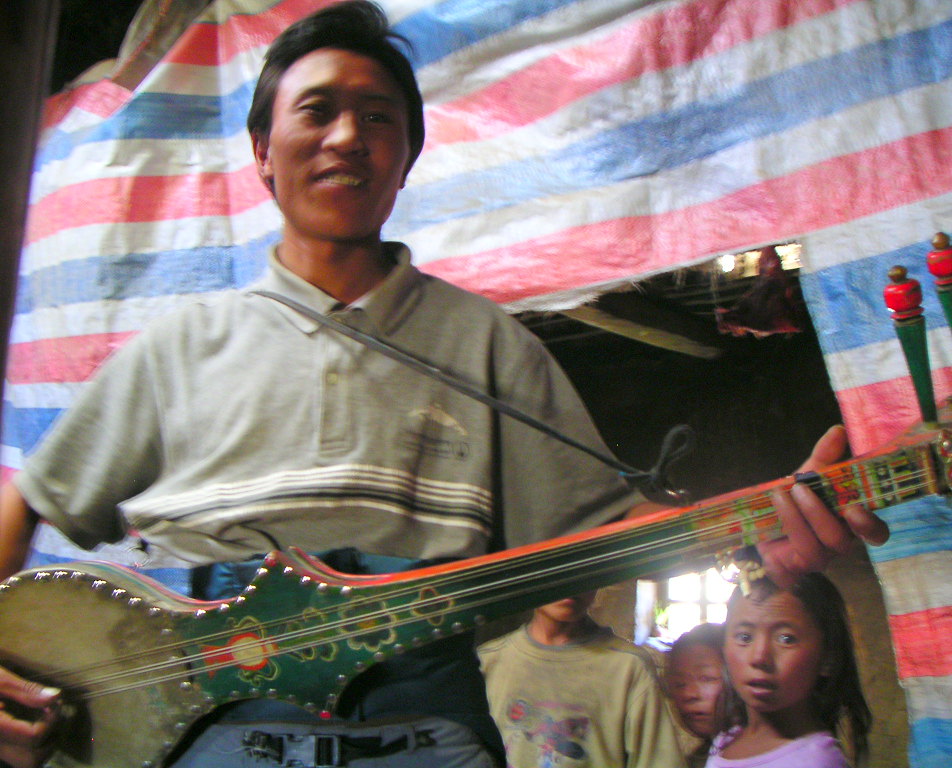
Житель Тибета играет на драмйине.

Драмйин, или драньен (дзонг-кэ སྒྲ་སྙན་, вайли sgra-snyan, лат. dramnyen, перевод: «мелодичный цинь») — традиционный для Гималаев и Тибета струнный щипковый музыкальный инструмент с шестью струнами, наиболее распространённый среди последователей буддийской школы Друкпа Кагью в Бутане и Тибете, а также в Сиккиме и Западной Бенгалии. Чаще всего используется для аккомпанирования пению. Его можно увидеть на многих фестивалях тибетского буддизма (например, Цечу). Звук извлекается пальцевым методом игры или (чаще всего) пиццикато. Драмйин, чиванг (скрипка) и лингм (флейта) — основные инструменты народной музыки Бутана